# Battaglia di Saratoga
La battaglia di Saratoga nel settembre e ottobre 1777 fu la fase decisiva della cosiddetta campagna di Saratoga combattuta durante la Guerra d'indipendenza americana. Lo scontro terminò con una schiacciante vittoria delle truppe delle tredici colonie americane che costrinsero alla resa il corpo di spedizione anglo-tedesco del generale John Burgoyne.
La vittoria americana favorì l'entrata nel conflitto della Francia al fianco delle colonie ribelli, protesse gli stati settentrionali da nuovi attacchi nemici provenienti dal Canada e impedì l'isolamento del New England.
Sotto il nome di battaglia di Saratoga in realtà nella storiografia tradizionale europea si accomunano due diverse battaglie, combattute a diciotto giorni di distanza nella stessa zona: la battaglia di Freeman's Farm, del 19 settembre, conclusa con il successo parziale delle truppe anglo-tedesche, e la battaglia di Bemis Heights, del 7 ottobre, terminata, grazie soprattutto all'azione di comando del generale Benedict Arnold, con una decisiva vittoria americana.
La maggior parte degli scontri ebbero luogo a Stillwater, nella contea di Saratoga, mentre negli ultimi sette giorni si combatté nella vicina Saratoga.
In quella località il 17 ottobre 1777 il corpo di spedizione al comando del generale Burgoyne, costituito da truppe britanniche, indiani e mercenari tedeschi, si arrese alle milizie americane guidate dal generale Horatio Gates.

## Contesto strategico
Nella primavera 1777, secondo anno della Guerra d'indipendenza americana, il governo britannico di Lord North, sotto la spinta principale dell'energico ministro delle Colonie George Germain, aveva deciso di dare inizio ad un nuovo ciclo di operazioni per raggiungere finalmente una vittoria decisiva sui ribelli e soffocare l'insurrezione delle Tredici colonie. Il comandante in capo del corpo di spedizione in America, generale William Howe, era stato autorizzato a intraprendere un'offensiva contro la città di Filadelfia, la capitale dei ribelli, mentre l'ambizioso generale John Burgoyne, comandante di un secondo corpo di spedizione schierato in Canada, ricevette l'approvazione ai suoi piani di attacco lungo la valle del fiume Hudson in direzione di Albany. Questa seconda offensiva mirava a tagliare in due parti il territorio dei ribelli e isolare il New England che era il principale centro politico e militare della insurrezione.
Il ministro Germain era consapevole che il generale Howe, essendo deciso a sferrare il suo grande attacco via mare a Filadelfia, non avrebbe potuto realmente cooperare e supportare la difficile avanzata di Burgoyne nel cuore del territorio nemico, ma diede ugualmente la sua approvazione formale; il generale Howe da parte suo era pienamente fiducioso e riteneva che se l'esercito principale nemico del generale Washington fosse stato attirato a sud per difendere Filadelfia, il generale Burgoyne non avrebbe incontrato grandi ostacoli alla sua avanzata lungo la valle dell'Hudson. Burgoyne infine diede inizio alla marcia del suo corpo di spedizione il 20 giugno; il generale era estremamente ottimista, sottovalutava le milizie nemiche, considerate militarmente impreparate, e non riteneva necessario un aiuto da parte di Howe; l'11 luglio giunse al punto di scrivere a Germain che egli sperava di schiacciare totalmente la ribellione entro l'inverno del 1777.
Il generale Burgoyne stabilì un piano in base al quale tre colonne britanniche (due provenienti dalla regione dei grandi laghi e una dalla zona di New York) si sarebbero ricongiunte presso Albany. La colonna di New York fu respinta presso West Point, quella più occidentale, poco numerosa, dopo alcuni successi perse forza a causa della diserzione degli alleati indiani e si ritirò.
Al comando della colonna centrale e ignorando il destino delle altre colonne, Burgoyne avanzò in profondità disturbato dalle forze di Gates. Poco lontano da Saratoga gli statunitensi avevano fortificato una posizione collinosa sul cammino inglese. Burgoyne, in attesa dei presunti rinforzi, non attaccò, nonostante la sua momentanea superiorità numerica. La situazione fu capovolta dall'arrivo del generale Benedict Arnold, con parte delle forze dalla regione dei laghi, che portò gli americani ad avere la superiorità numerica, sia pur con poca artiglieria.

## La battaglia

### Ripresa dell'avanzata del generale Burgoyne
Il 13 settembre 1777 il generale Burgoyne decise, nonostante le crescenti difficoltà, di riprendere l'avanzata lungo la valle dell'Hudson dopo aver accumulato rifornimenti sufficienti per trenta giorni di operazioni; le truppe iniziarono ad attraversare il fiume e marciarono lungo la sponda occidentale; le comunicazioni con la base di operazioni furono interrotte e la colonna si inoltrò nel cuore del territorio nemico. Il comandante in capo del corpo di spedizione anglo-tedesco non ignorava i pericoli a cui esponeva le sue forze; egli sapeva che tutte le prospettive iniziali della campagna era cambiate: la popolazione del New England era estremamente ostile e opponeva resistenza, gli indiani si era dimostrati brutali e inaffidabili, le milizie americane irregolari minacciavano e attaccavano le sue linee di comunicazione e le sue retrovie.

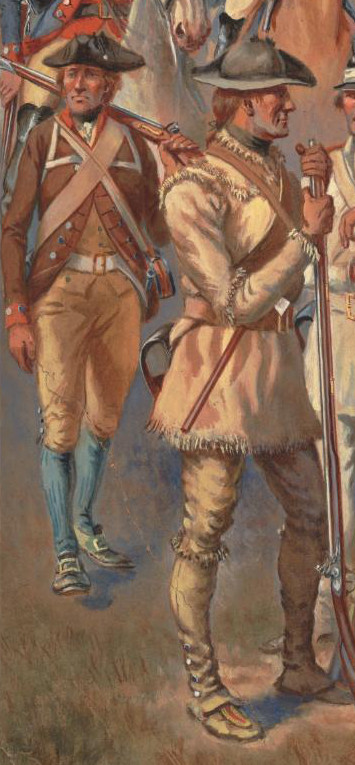
A sinistra un soldato della Massachusetts line dell'Esercito continentale; a destra un miliziano della Virginia del famoso corpo di fucilieri del generale Daniel Morgan.

Le sue forze inoltre si stavano indebolendo a causa della sconfitta a Bennington, del fallimento del sistema di rifornimento, della fatiche di una campagna combattuta in un territorio impervio e inospitale e della necessità di distaccare una parte delle truppe a Fort Ticonderoga; Burgoyne era anche consapevole di non poter fare conto su aiuti né dalla valle del fiume Mohawk dove il generale St. Leger era stato sconfitto e respinto, né dal settore di New York dove il generale Clinton era rimasto con deboli forze mentre il generale Howe era impegnato con il grosso a Filadelfia. Nonostante tutti questi elementi che rendevano la situazione strategica estremamente rischiosa per il suo esercito, il generale Burgoyne decise ugualmente di proseguire l'avanzata; egli dopo i fatti ha motivato la sua decisione affermando che egli aveva precise direttive del ministro Germain e del governo britannico che gli imponevano in modo tassativo di continuare l'offensiva per "conseguire a tutti i costi il congiungimento con sir William Howe ad Albany"; il generale Burgoyne arrivò al punto di affermare che le sue istruzioni prevedevano la possibilità teorica di "sacrificare" l'intero corpo di spedizione se le circostanze lo avessero richiesto. In realtà le direttive di Germain non contenevano affatto queste disposizioni imperative e non richiedevano una condotta spericolata delle operazioni; sembra che la decisione di proseguire a tutti i costi fu presa consapevolemente e autonomamente da Burgoyne soprattutto per motivi di prestigio personale. L'ambizioso generale considerava umiliante una ritirata e, dopo le sue affermazioni ottimistiche delle settimane precedenti, riteneva disastroso per la sua reputazione e per la sua carriera rinunciare a proseguire l'avanzata verso Albany.

### Seconda battaglia di Saratoga
Il generale Gates, che disponeva di oltre 11000 uomini e quindi era in netta superiorità numerica, fece muovere verso il nemico l'avanguardia del colonnello Morgan seguita dalle brigate dei generali Poor e Learned. Alle ore 15.00 furono i soldati del New Hampshire della formazione del generale Enoch Poor che entrarono per primi in contatto con i britannici; il maggiore Acland schierò i suoi granatieri e cercò di contrattaccare, ma il tiro dei britannici fu impreciso e gli americani ebbero rapidamente la meglio, sbaragliarono i granatieri britannici e catturarono alcuni cannoni. Contemporaneamente i soldati del Massachusetts della brigata del generale Ebenezer Learned attaccarono i tedeschi del generale Riedesel che opposero forte resistenza ma furono a loro volta respinti e persero altri due cannoni.

### Ritirata e accerchiamento finale del corpo di spedizione anglo-tedesco
Dopo la drammatica sconfitta a Bemis Heights, il generale Burgoyne decise di dare inizio nella notte dell'8 ottobre alla ritirata; dopo aver abbandonato i feriti nell'ospedale campale, le imbarcazioni con i materiali discesero lentamente lungo il corso fiume Hudson e le truppe si misero in marcia, precedute dall'avanguardia comandata dal generale Riedesel. La ritirata proseguì con esasperante lentezza, i reparti, dopo la marcia notturna, rimasero fermi fino al pomeriggio successivo e solo la sera del 9 ottobre raggiunsero, dopo aver percorso appena otto miglia, il territorio di Saratoga dove si raggrupparono sulla riva settentrionale del fiume Fishkill.
La situazione dell'esercito anglo-tedesco stava diventando sempre più difficile; le truppe erano ferme in uno spazio angusto compreso tra il fiume Hudson e l'affluente Fishkill; le forze americane erano vicine e premevano soprattutto da sud, ma dal tiro del fuoco dei cannoni nemici era evidente che gli americani erano presenti in forze anche a nord. La sera dell'11 ottobre il generale Burgoyne si incontrò con i generale Riedesel e Phillips per valutare la situazione; egli affermò che riteneva impossibile sia prendere l'iniziativa e attaccare sia rimanere fermi sulle posizioni sotto gli attacchi nemici. Di fronte a queste disastrose notizie il generale Riedesel propose misure radicali: l'esercito doveva battere subito in ritirata; l'armata avrebbe dovuto abbandonare tutti bagagli e gli equipaggiamenti, attraversare in qualche modo l'Hudson e marciare verso nord attraverso la foresta fino a raggiungere la salvezza a Fort George.

### La resa finale
Fallita la manovra di accerchiamento del New England e lontani dalle basi di partenza, con l'inverno alle porte e il nemico superiore di numero, Burgoyne non poté fare altro che arrendersi. La vittoria dei coloni spinse la Francia a scendere ufficialmente in campo a sostegno dei ribelli.